# Илан кале
Илан кале или Илан Куле (на гръцки: Γιλάν Καλέ) е средновековно отбранително съоръжение, разположено край зъхненското село Доксамбос (Миркинос), Северна Гърция.

## Местоположение
Развалините на крепостта са на 2 km северно от Доксамбос и на 4 km западно от Здравик (Дравискос), на 80 - 100 m от десния бряг на река Драматица (Ангитис), 2,5 km преди вливането ѝ в Струма (бившето езеро Тахино). Крепостта е на надморска височина от 10 до 27 m. Хълмът е трапецовиден като от южната си страна завършва с по-стръмна скала. В миналото, в зависимост от сезона, хълчът е  заобиколен от водите на езерото, пресушено в 30-те години на XX век, или от блатиста земя, което го е правило недостъпен.

## История
Имената Илан кале и Илан Куле идват от турското yılan, „змия“ и означават съответно Змийска крепост и Змийска кула. На картата на австро-унгарския генерален щаб е обозначено като Jilan Kalesi.
Илан кале се идентифицила с град Кесаруполис (Καισαρούπολις).